# Svastra comanche
Svastra comanche là một loài Hymenoptera trong họ Apidae. Loài này được Cresson mô tả khoa học năm 1872.